# Dionne Bromfield
Dionne Julia Bromfield (London, 1996. február 1. –) brit soul énekesnő-dalszerző. Debütáló albuma a Introducing Dionne Bromfield 2009-ben jelent meg és hatalmas sikert aratott az Egyesült Királyságban. A lemezt Dionne keresztanyja Amy Winehouse soul-jazz énekesnő Lioness Records nevű lemezcégénél vették fel. Amy karolta fel a kislányt, akiből igazi tinisztár vált röpke két év alatt.

## Dionne élete a karrier előtt
Dionne 1996. február 1-jén született Tower Hamlets-ben, Észak-London-ban angol édesanya és jamaicai édesapa egyetlen gyermekeként. A  Beaverwood School for Girls-be járt iskolába.

## Karrier
Dionne volt az első énekesnő aki lemezszerződést kapott Amy Winehouse Lioness Records lemezcégénél. Lemezét 12 feldolgozás dalból állították össze, melyek mind az ötvenes-hatvanas évek zenéi voltak. Szerepel a lemezen többek között a My Boy Lollipop, a lemez fődala a Mama Said volt, de a legnagyobb siker a Ain't No Mountain High Enough amit Amy háttérvokalistájával Zalon Thompsonnal közösen énekeltek.
A lemezt október 12-én adták ki, és decemberben a 33. helyen állt az Egyesült Királyság hivatalos lemezeladási listáján.
2011. július 4-én kiadták második nagylemezét a Good for the Soult. Ugyan ez hozta meg neki az igazi áttörést, a lemez az 53. helyen végzett az Egyesült Királyság hivatalos lemezeladási listáján. A lemez első kislemeze a Yeah Right amit Magyarországon is játszottak a rádiók.
Dionne emlékkoncertet adott, két órával Winehouse halála után. Pár nappal ez előtt éppen Amy volt az aki fellépett Dionne-nal, de nem énekelt, csak táncolt. Ekkor látta utoljára közönség. Október 5-én Dionne a MOBO Awardson elénekelte Amy Love Is a Losing Game című dalát, ezzel tisztelegve keresztanyja emléke előtt. A díjátón Dionne-t jelölték a A legjobb R&B-Soul előadó díjára, de nem nyerte meg.
2013-ra várható legújabb nagylemeze.

## Diszkográfia
- 2009 - Introducing Dionne Bromfield
- 2011 - Good For The Soul

## Kislemezek
- 2009 - Mama Said
- 2009 - Ain't No Mountain High Enough
- 2009 - I Saw Mummy Kissing Santa Claus
- 2011 - Yeah Right (Feat. Diggy Simmons)
- 2011 - Foolin (Feat. Lil Twist)
- 2011 - Spinnin For 2012[3]